# Torneig de les Sis Nacions 2007

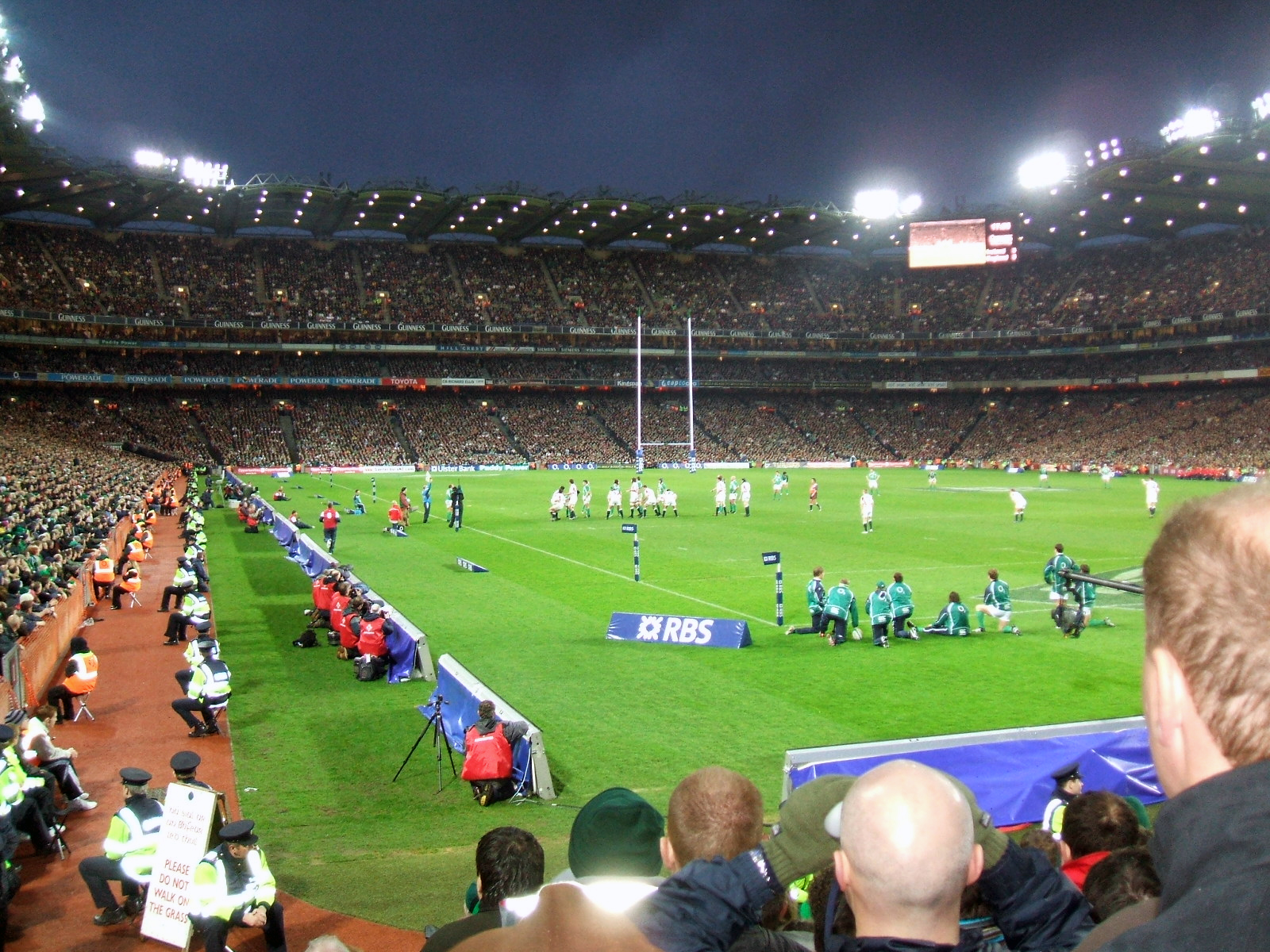
Primer partit de Rugbi a l'estadi deCroke Park, amb l'Irlanda versus Anglaterra

El Torneig de les Sis Nacions de 2007, conegut com els de RBS 6 Nacions 2007 pel patrocini del torneig de The Royal Bank of Scotland, fou la vuitena edició d'aquest torneig en el format de Sis Nacions i la 113a incloent tots els formats de la competició. El torneig se celebrarà entre el 3 de febrer i el 17 de març de 2007. En aquesta edició, França va tornar a guanyar per diferència de punts, després de quatre de seleccions participants van tenir almenys una possibilitat matemàtica de guanyar el torneig en la darrera jornada. Els italians van obtenir la seva primera victòria a domicili del torneig superant a Escòcia a Edimburg. També va ser la primera vegada que va guanyar dos partits, ja que va vèncer a Gal·les a Roma, acabant en quarta posició. Escòcia es va endur la cullera de fusta i Irlanda va guanyar la Triple Corona, per segon any consecutiu i tercera vegada en quatre anys.

## Participants
Les seleccions participants foren:
| Nació      | Estadi             | Ciutat                         | Entrenador       | Capità           |
| ---------- | ------------------ | ------------------------------ | ---------------- | ---------------- |
| Anglaterra | Twickenham         | Londres                        | Brian Ashton     | Phil Vickery     |
| França     | Stade de France    | Saint-Denis (Sena Saint-Denis) | Bernard Laporte  | Raphaël Ibañez   |
| Irlanda    | Croke Park         | Dublín                         | Eddie O'Sullivan | Brian O'Driscoll |
| Itàlia     | Stadio Flaminio    | Roma                           | Pierre Berbizier | Marco Bortolami  |
| Escòcia    | Murrayfield        | Edimburg                       | Frank Hadden     | Chris Paterson   |
| Gal·les    | Millennium Stadium | Cardiff                        | Gareth Jenkins   | Stephen Jones    |

## Classificació final
| Posició | Nació      | Partits | Partits  | Partits  | Partits | Punts   | Punts     | Punts      | Punts   | Taula de punts |
| Posició | Nació      | Jugats  | Guanyats | Empatats | Perduts | A favor | En contra | Diferència | Assaigs | Taula de punts |
| ------- | ---------- | ------- | -------- | -------- | ------- | ------- | --------- | ---------- | ------- | -------------- |
| 1       | França     | 5       | 4        | 0        | 1       | 155     | 86        | +69        | 15      | 8              |
| 2       | Irlanda    | 5       | 4        | 0        | 1       | 149     | 84        | +65        | 17      | 8              |
| 3       | Anglaterra | 5       | 3        | 0        | 2       | 119     | 115       | +4         | 10      | 6              |
| 4       | Itàlia     | 5       | 2        | 0        | 3       | 94      | 147       | −53        | 9       | 4              |
| 5       | Gal·les    | 5       | 1        | 0        | 4       | 86      | 113       | −27        | 7       | 2              |
| 6       | Escòcia    | 5       | 1        | 0        | 4       | 95      | 153       | −58        | 7       | 2              |

## Les primeres jornades
En els previs per a la competició, Irlanda estaven sent assenyalada com a gran favorita per a obtenir el Grand Slam, després d'haver jugat bé durant els test de tardor. No obstant això, tot i haver començat amb força amb una victòria davant Gal·les, va perdre davant França per 20-17 a Croke Park. Per la seva banda, Irlanda va vèncer a Anglaterra, que posteriorment va guanyar contra França.
A la tercera jornada de competició, Itàlia a guanyar el seu primer partit fora de casa al torneig, davant una Escòcia que va concedir tres assaigs (tots convertits) en els primers sis minuts, i que va portar a Itàlia a aconseguir una històrica victòria per 37-17. En la mateixa jornada, la derrota d'Anglaterra a Irlanda en Croke Park 43-13 va marcar el seu pitjor resultat en la història del torneig pel 15 de la rosa, tant en nombre de punts concedits com en diferència de punts (30 punts).
A la jornada 4, Itàlia va aconseguir una segona victòria consecutiva per primera vegada, al derrotar a Gal·les 23-20 a Roma, en un partit que va acabar en controvèrsia. Perdent per tres punts, Gal·les va tenir l'oportunitat d'igualar en els moments finals quan va tenir un cop de càstig prop de la línia de 22 metres italià. Però, després d'haver estat informat per l'àrbitre que quedaven 10 segons, van optar per llançar l'oval a touch, creient que hi havia temps per intentar un assaig però això va provocar que l'àrbitre fes sonar el seu xiulet i s'acabés el partit abans que es pogués formar la línia de sortida. Els jugadors gal·lesos es van indignar i l'àrbitre més tard es va disculpar pel malentès que havia sorgit.

## Darrera jornada
Els tres partits de la cinquena i darrera jornada, es van jugar el mateix dia i quatre equips - França, Irlanda, Anglaterra i Itàlia - encara tenia una oportunitat de guanyar el torneig: França arribava líder amb un estret marge d'avantatge enfront Irlanda en la diferència de punts, Anglaterra i Itàlia podrien ser campions en cas de guanyar per un ampli marge i si els altres resultats els afavorien. El partit entre Irlanda i Itàlia es va jugar primer. Al descans, Irlanda guanyava per un sol punt, però a la segona meitat la distància es va anar ampliant fins al punt que amb el marcador final, enviant la pilota fora acabaven el partit i onligaven a França a guanyar de 30 punts, però van decidir arriscar i buscar més punts amb la desgràcia que la pilota fou recuperada pels italians que reduïren la distància 7 punts, i deixaven el títol pels Françasos a un desavantatge de 23 punts.
El segon partit va ser entre França i Escòcia. Després de començar lentament, França va estendre progressivament el seu avantatge, però encara estaven a tres punts per sota del seu objectiu, els 23 d'avantatge i amb el temps esgotant-se. Elvis Vermeulen, però, va anotar un assaig en el temps de descompte, que convertit, li va donar una victòria de 27 punts deixant a Irlanda sense possibilitats de guanyar el torneig. L'àrbitre va demanar la revisió de l'àrbitre de televisió (TMO), curiosament un irlandès, preguntant si hi havia alguna raó per l'assaig no fos atorgat. El TMO va assegurar que no hi havia cap raó, i l'àrbitre va concedir l'assaig.
En el partit final, Anglaterra necessitava vèncer Gal·les per 57 punts per superar França, mentre que Gal·les estaven lluitant per evitar la cullera de fusta. Gal·les va començar molt fort amb un marcador de 15-0 al minut 15 i 18-15 a la mitja part, i encara que Anglaterra va aconseguir empatar a la segona meitat, James Hook va aconseguir dos cops de càstig i un drop, que donarien la victòria a Gal·les per 27-18. Aquest resultat confirma la victòria de França i la cullera de fusta per a Escòcia, en tots els casos per diferència de punts.

## Resultats

### Jornada 1
| Itàlia              | 3–39       | França | 3 febrer 2007 13:30 GMT - Stadio Flaminio, Roma Assistència: 24,973 espectadors Àrbitre: Wayne Barnes (Anglaterra) |
| Pen.: Pez (1/1) 36' | [(Report)] | Assaigs: Dominici 23' c Heymans 30' c Chabal (2) 40' m, 44' c Jauzion 63' c Con.: Skrela (4/5) Pen.: Skrela (1/1) 13' Beauxis (1/1) 72' | 3 febrer 2007 13:30 GMT - Stadio Flaminio, Roma Assistència: 24,973 espectadors Àrbitre: Wayne Barnes (Anglaterra) |

| Anglaterra | 42–20      | Escòcia                                                                              | 3 febrer 2007 16:00 GMT - Twickenham, Londres Assistència: 82,000 espectadors Àrbitre: Marius Jonker (Sud-àfrica) |
| Assaigs: Robinson (2) 37' m, 55' c Wilkinson 59' c Lund 72' m Con.: Wilkinson (2/4) Pen.: Wilkinson (5/5) 11', 29', 31', 49', 53' Drop: Wilkinson (1/2) 19' | [(Report)] | Assaigs: Taylor 25' c Dewey 77' c Con.: Paterson (2/2) Pen.: Paterson (2/3) 18', 43' | 3 febrer 2007 16:00 GMT - Twickenham, Londres Assistència: 82,000 espectadors Àrbitre: Marius Jonker (Sud-àfrica) |

| Gal·les                           | 9–19       | Irlanda                                                                   | 4 febrer 2007 15:00 GMT - Millennium Stadium, Cardiff Assistència: 74,239 espectadors Àrbitre: Kelvin Deaker (Nova Zelanda) |
| Pen.: S. Jones (3/3) 9', 19', 25' | [(Report)] | Assaigs: R. Best 1' m B. O'Driscoll 33' c O'Gara 71' c Con.: O'Gara (2/3) | 4 febrer 2007 15:00 GMT - Millennium Stadium, Cardiff Assistència: 74,239 espectadors Àrbitre: Kelvin Deaker (Nova Zelanda) |

### Jornada 2
| Anglaterra                                                           | 20–7       | Itàlia                                           | 10 febrer 2007 13:30 GMT - Twickenham, Londres Assistència: 82,000 espectadors Àrbitre: Nigel Owens (Gal·les) |
| Assaigs: Robinson 39' m Pen.: Wilkinson (5/5) 3', 15', 25', 56', 75' | [(Report)] | Assaigs: Scanavacca 65' c Con.: Scanavacca (1/1) | 10 febrer 2007 13:30 GMT - Twickenham, Londres Assistència: 82,000 espectadors Àrbitre: Nigel Owens (Gal·les) |

| Escòcia                                               | 21–9       | Gal·les                            | 10 febrer 2007 15:30 GMT - Murrayfield, Edimburg Assistència: 67,500 espectadors Àrbitre: Alan Lewis (Irlanda) |
| Pen.: Paterson (7/7) 6', 19', 37', 48', 52', 58', 79' | [(Report)] | Pen.: S. Jones (3/3) 24', 40', 54' | 10 febrer 2007 15:30 GMT - Murrayfield, Edimburg Assistència: 67,500 espectadors Àrbitre: Alan Lewis (Irlanda) |

| Irlanda                                                     | 17–20      | França                                                                                       | 11 febrer 2007 15:00 GMT - Croke Park, Dublín Assistència: 81,000 espectadors Àrbitre: Steve Walsh (Nova Zelanda) |
| Assaigs: O'Gara 31' m Pen.: O'Gara (4/4) 12', 24', 56', 78' | [(Report)] | Assaigs: Ibañez 14' c Clerc 79' c Con.: Skrela (1/1) Beauxis (1/1) Pen.: Skrela (2/4) 4', 9' | 11 febrer 2007 15:00 GMT - Croke Park, Dublín Assistència: 81,000 espectadors Àrbitre: Steve Walsh (Nova Zelanda) |

### Jornada 3
| Escòcia                                                                           | 17–37      | Itàlia | 24 febrer 2007 15:00 GMT - Murrayfield, Edimburg Assistència: 50,284 espectadors Àrbitre: Donal Courtney (Irlanda) |
| Assaigs: Dewey 14' c Paterson 60' c Con.: Paterson (2/2) Pen.: Paterson (1/1) 40' | [(Report)] | Assaigs: Ma. Bergamasco 1' c Scanavacca 4' c Robertson 6' c Troncon 75' c Con.: Scanavacca (4/4) Pen.: Scanavacca (3/3) 19', 66', 71' | 24 febrer 2007 15:00 GMT - Murrayfield, Edimburg Assistència: 50,284 espectadors Àrbitre: Donal Courtney (Irlanda) |

| Irlanda | 43–13      | Anglaterra                                                                  | 24 febrer 2007 17:30 GMT - Croke Park, Dublín Assistència: 83,000 espectadors Àrbitre: Joël Jutge (França) |
| Assaigs: Dempsey 30' c D. Wallace 37' c Horgan 63' c Boss 78' c Con.: O'Gara (3/3) P. Wallace (1/1) Pen.: O'Gara (5/5) 6', 20', 26', 43', 57' | [(Report)] | Assaigs: Strettle 46' c Con.: Wilkinson (1/1) Pen.: Wilkinson (2/3) 2', 56' | 24 febrer 2007 17:30 GMT - Croke Park, Dublín Assistència: 83,000 espectadors Àrbitre: Joël Jutge (França) |

| França | 32–21      | Gal·les                                                                  | 24 febrer 2007 20:00 GMT - Stade de France, Saint-Denis (Sena Saint-Denis) Assistència: 79,959 espectadors Àrbitre: Tony Spreadbury (Anglaterra) |
| Assaigs: Dominici 28' c Nallet 34' c Con.: Skrela (2/2) Pen.: Skrela (5/6) 11', 18', 38', 46', 52' Beauxis (1/1) 80' | [(Report)] | Assaigs: Popham 13' c Shanklin 15' c Robinson 74' c Con.: S. Jones (3/3) | 24 febrer 2007 20:00 GMT - Stade de France, Saint-Denis (Sena Saint-Denis) Assistència: 79,959 espectadors Àrbitre: Tony Spreadbury (Anglaterra) |

### Jornada 4
| Escòcia                                           | 18–19      | Irlanda                                                                       | 10 març 2007 13:30 GMT - Murrayfield, Edimburg Assistència: 67,800 espectadors Àrbitre: Dave Pearson (Anglaterra) |
| Pen.: Paterson (6/6) 17', 36', 40', 51', 61', 66' | [(Report)] | Assaigs: O'Gara 30' c Con.: O'Gara (1/1) Pen.: O'Gara (4/6) 9', 38', 68', 70' | 10 març 2007 13:30 GMT - Murrayfield, Edimburg Assistència: 67,800 espectadors Àrbitre: Dave Pearson (Anglaterra) |

- Irlanda guanyava la triple corona.[1]

| Itàlia                                                                                        | 23–20      | Gal·les                                                                                         | 10 març 2007 15:30 GMT - Stadio Flaminio, Roma Assistència: 24,973 espectadors Àrbitre: Chris White (Anglaterra) |
| Assaigs: Robertson 37' c Mauro Bergamasco 78' c Con.: Pez (2/2) Pen.: Pez (3/4) 12', 20', 73' | [(Report)] | Assaigs: S. Williams 27' c Rees 45' c Con.: S. Jones (1/1) Hook (1/1) Pen.: Hook (2/2) 44', 54' | 10 març 2007 15:30 GMT - Stadio Flaminio, Roma Assistència: 24,973 espectadors Àrbitre: Chris White (Anglaterra) |

- Primera vegada que Itàlia aconseguia dues victòries consecutives al Torneig de les Sis Nacions.[11]

| Anglaterra | 26–18      | França                                                       | 11 març 2007 15:00 GMT - Twickenham, Londres Assistència: 82,000 espectadors Àrbitre: Jonathan Kaplan (Sud-àfrica) |
| Assaigs: Flood 48' c Tindall 73' c Con.: Flood (1/1) Geraghty (1/1) Pen.: Flood (3/5) 8', 31', 35' Geraghty (1/1) 68' | [(Report)] | Pen.: Skrela (3/3) 4', 15', 21' Yachvili (3/3) 34', 52', 59' | 11 març 2007 15:00 GMT - Twickenham, Londres Assistència: 82,000 espectadors Àrbitre: Jonathan Kaplan (Sud-àfrica) |

- La victòria d'Anglaterra impossibilitava que cap selecció guanyés el Grand Salm

### Jornada 5
| Itàlia | 24–51      | Irlanda | 17 març 2007 13:30 GMT - Stadio Flaminio, Roma Assistència: 24,973 espectadors Àrbitre: Jonathan Kaplan (Sud-àfrica) |
| Assaigs: Bortolami 75' m de Marigny 80' c Con.: Scanavacca (1/2) Pen.: Pez (2/3) 15', 26' Drop: Pez (2/2) 12', 29' | [(Report)] | Assaigs: Dempsey (2) 17' m, 46' c Easterby 21' m D'Arcy 40' c Horgan 51' m Hickie (2) 55' c, 77' m O'Gara 59' c Con.: O'Gara (4/8) Pen.: O'Gara (1/1) 6' | 17 març 2007 13:30 GMT - Stadio Flaminio, Roma Assistència: 24,973 espectadors Àrbitre: Jonathan Kaplan (Sud-àfrica) |

| França | 46–19      | Escòcia                                                                   | 17 març 2007 15:30 GMT - Stade de França, Saint-Denis (Sena Saint-Denis) Assistència: 79,959 espectadors Àrbitre: Craig Joubert (Sud-àfrica) |
| Assaigs: Harinordoquy 29' c Jauzion 33' c Marty 52' c Heymans 59' m Milloud 62' c Vermeulen 80' c Con.: Beauxis (5/6) Pen.: Beauxis (2/2) 19', 37' | [(Report)] | Assaigs: Walker 7' c S. Lamont 40' c E. Murray 76' m Con.: Paterson (2/3) | 17 març 2007 15:30 GMT - Stade de França, Saint-Denis (Sena Saint-Denis) Assistència: 79,959 espectadors Àrbitre: Craig Joubert (Sud-àfrica) |

- França necessitava guanyar per 24 per posar-se líder i tenir opcions de victòria.[3]

| Gal·les | 27–18      | Anglaterra                                                                                        | 17 març 2007 17:30 GMT - Millennium Stadium, Cardiff Assistència: 74,500 espectadors Àrbitre: Alain Rolland (Irlanda) |
| Assaigs: Hook 3' c Horsman 13' m Con.: Hook (1/2) Pen.: Hook (4/5) 11', 39', 64', 74' Drop: Hook (1/2) 68' | [(Report)] | Assaigs: Ellis 32' c Robinson 40' m Con.: Flood (1/2) Pen.: Flood (1/1) 46' Drop: Flood (1/1) 35' | 17 març 2007 17:30 GMT - Millennium Stadium, Cardiff Assistència: 74,500 espectadors Àrbitre: Alain Rolland (Irlanda) |

- Anglaterra guanyar de 57 punts per ser campiona.[4]

## Scorers
| Pos | Name           | Tries | Pld | Team       |
| --- | -------------- | ----- | --- | ---------- |
| 1   | Ronan O'Gara   | 4     | 5   | Irlanda    |
| 1   | Jason Robinson | 4     | 4   | Anglaterra |
| 3   | Girvan Dempsey | 3     | 3   | Irlanda    |

| Pos | Nom             | Punts | Partits Jugats | Nació      |
| --- | --------------- | ----- | -------------- | ---------- |
| 1   | Ronan O'Gara    | 82    | 5              | Irlanda    |
| 2   | Chris Paterson  | 65    | 5              | Escòcia    |
| 3   | Jonny Wilkinson | 50    | 3              | Anglaterra |

1. 1 2  «Six Nations roll of honour» (en anglès).  Londres:  British Broadcasting Corporation. [Consulta: 20 març 2015].
2. 1 2   «Italy 24-51 Ireland» (en anglès). BBC Sport, 17-03-2007 [Consulta: 19 maig 2015].
3. 1 2 3   «França 46-19 Scotland» (en anglès). BBC Sport, 17-03-2007 [Consulta: 19 maig 2015].
4. 1 2 3   «Gal·les 27-18 Englan» (en anglès). BBC Sport, 17-03-2007 [Consulta: 19 maig 2015].
5. ↑   «França robbed of skipper Pelous». RugbyRugby.com, 20-02-2007 [Consulta: 21 febrer 2007]. Arxivat 27 de setembre 2007 a Wayback Machine. «Còpia arxivada». Arxivat de l'original el 2007-09-27. [Consulta: 19 maig 2015].
6. ↑  Lansdowne Road, Ireland's traditional home, is being redeveloped and is expected to be back in use by 2009.
7. ↑  «Thomas to deputise for injured captain». wru.co.uk.  Welsh Rugby Union, 14-03-2007. Arxivat de l'original el 2007-03-18. [Consulta: 15 març 2007].
8. ↑   «Italy 23-20 Gal·les». BBC Sport. British Broadcasting Corporation, 10-03-2007 [Consulta: 22 març 2007].
9. ↑   «Referee sorry for Rome confusion». BBC Sport. British Broadcasting Corporation, 11-03-2007 [Consulta: 6 febrer 2009].
10. ↑  «França last gasp try seals 17-20 win over Ireland».   Rbs6nations.com. Arxivat de l'original el 2011-05-24. [Consulta: 10 març 2012].
11. ↑   «Italy v Wales» (en anglès). BBC Sport, 10-03-2007 [Consulta: 19 maig 2015].